# Stade Maracanã
Pour les articles homonymes, voir Maracanã.
Le stade Maracanã (en portugais : Estádio do Maracanã) est un stade de football situé à Rio de Janeiro au Brésil. Son nom officiel est depuis 1966 Estádio Jornalista Mário Filho, en hommage au journaliste sportif et écrivain Mário Filho.
Inauguré le 16 juin 1950 pour la Coupe du monde de 1950, l’Estádio Municipal est dès sa construction appelé du nom du quartier Maracanã où il a été construit. Si sa capacité initiale est de plus de 200 000 places, un record mondial à l'époque, elle a été depuis progressivement réduite en vue de la Coupe du monde 2014 et les Jeux olympiques d'été de 2016.
Appartenant à l'État de Rio de Janeiro, le stade accueille les plus grands événements sportifs ou musicaux. Outre le match décisif de la Coupe du monde 1950 et la finale de celle de 2014, le stade Maracanã est utilisé par les grands clubs de Rio de Janeiro pour leurs matchs de prestige, en championnat brésilien ou en Copa Libertadores : Flamengo et Fluminense, qui s'affrontent lors d'un célèbre derby appelé Fla-Flu, mais aussi Botafogo et Vasco da Gama.

## Historique
En 1939, Jules Rimet, le président de la Fédération internationale de football association (FIFA), est à Rio de Janeiro et examine la candidature du Brésil pour la Coupe du monde de football de 1942. Cette édition ne voit pas le jour à cause de la Seconde Guerre mondiale. Après le conflit, l'Europe étant « en ruines », le Brésil obtient l'organisation de la Coupe du monde de football de 1949, qui est finalement décalée à 1950.
Ni le Brésil ni sa capitale d'alors, Rio de Janeiro, ne disposent d'un stade d'une taille suffisante pour accueillir une finale de Coupe du monde,. Mais les différentes autorités brésiliennes se déchirent sur le projet d'un grand stade à Rio, au point qu'en 1947 la possibilité de sa construction paraît compromise. Le journaliste Mário Filho va contribuer à la résolution de cette situation de crise grâce au retentissement des articles qu'il signe dans le Jornal dos Sports (en). Les différentes parties concernées, notamment le gouvernement de Rio et le Ministère des sports, s'accordent finalement. Le quartier Maracanã de Rio, plus central, est privilégié contre celui de Jacarepaguá.
La première pierre est posée le 20 janvier 1948, mais le chantier ne débute véritablement qu'en août, ce qui rend les délais très serrés pour construire un tel bâtiment. Des milliers d'ouvriers y travaillent. La majeure partie des travaux est achevée fin 1949. La capacité inaugurale du stade est de 183 254 places (220 000 places en comptant les places debout d'après la FIFA), bien au-dessus des 155 000 requises par la FIFA et des 150 000 du Hampden Park de Glasgow, jusqu'alors le plus grand stade au monde. Monument titanesque construit en un temps record, le Maracanã devient un outil de promotion politique pour le régime en place. À la mort de Mario Filho en 1966, le stade est baptisé officiellement en son honneur.

Match d'ouverture peu avant la coupe du monde de 1950.

L'inauguration est célébrée lors du match d'ouverture de la Coupe du monde. Le Brésil, promis à la victoire, y joue cinq de ses six matchs. Le match décisif du tournoi oppose le Brésil à l'Uruguay : le Brésil, qui n'avait besoin que d'un match nul pour devenir champion du monde et qui menait 1-0, est finalement battu 2-1 : l'Uruguay remporte la victoire et le trophée à la stupeur des 199 854 spectateurs présents (174 000 officiellement).
Cette amère défaite, restée célèbre comme le « Maracanaço » (que l'on pourrait traduire par le « coup de Maracana »), est vécue comme un drame national et marque la mémoire du pays. Certaines sources indiquent que le stade a été peint en bleu et blanc, couleur de l'Uruguay, à la suite d'un pari entre les deux équipes,, mais cette information paraît douteuse car à cette époque, la sélection brésilienne joue en blanc et bleu, alors que les Uruguayens jouent en bleu et noir.

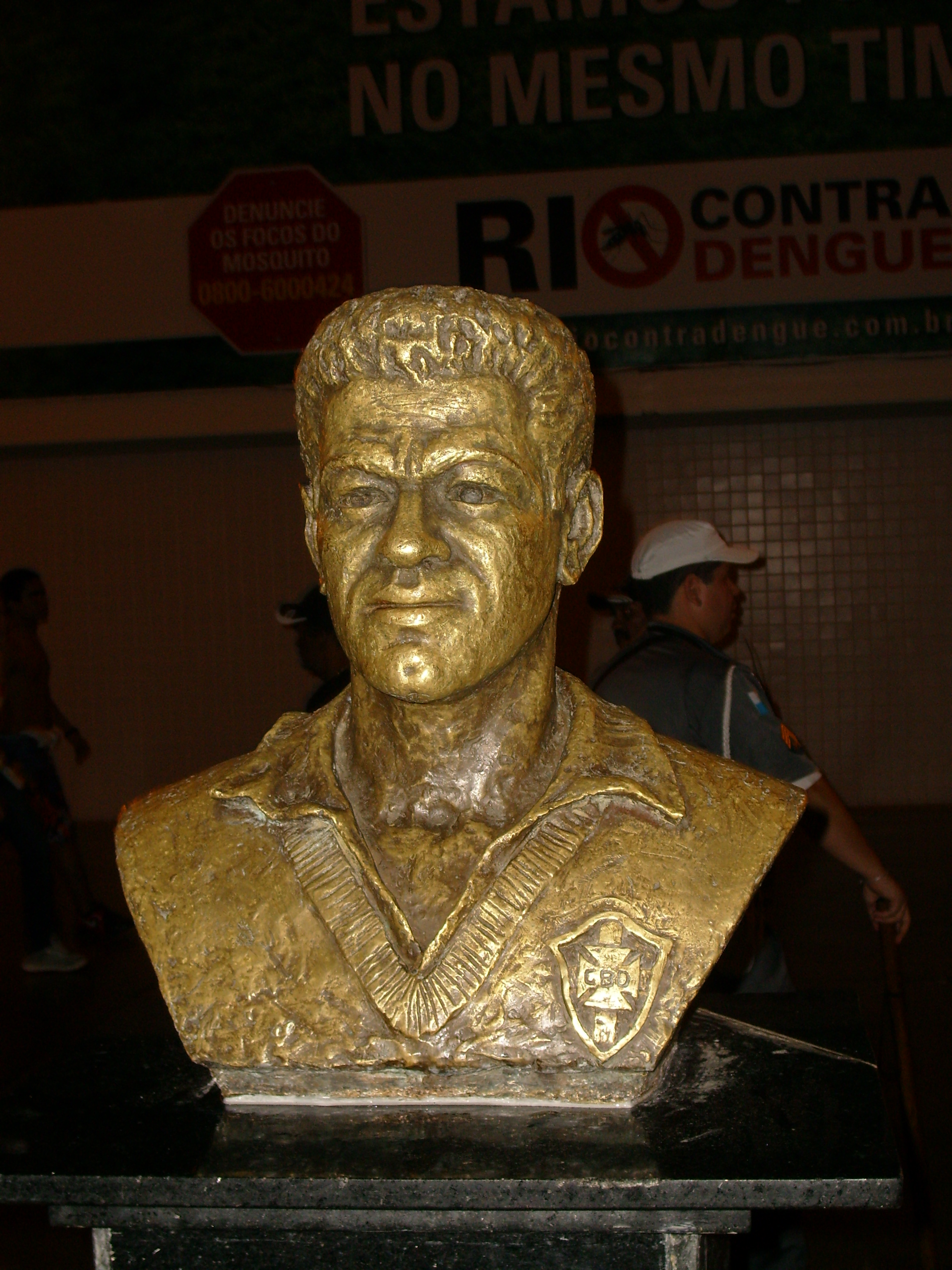
Buste de Garrincha au Maracanã.

Par la suite le stade accueille régulièrement l'équipe nationale et les grands clubs de la ville. Sur sa pelouse évoluèrent certains des plus grands joueurs de l'histoire du football, parmi lesquels les Brésiliens Pelé, Rivelino, Garrincha, Ademir, Zico, Gérson, Tostão, Jair, les Uruguayens Obdulio Varela et Juan Alberto Schiaffino, l'Argentin Diego Maradona, le Portugais Eusébio, etc. Le 19 novembre 1969, Pelé y inscrit lors du match opposant Santos FC et Vasco de Gama le 1000e but de sa carrière, à la suite duquel le terrain est envahi. Le stade connaît un autre événement populaire le 20 janvier 1983, quand la présentation de la dépouille de Garrincha, footballeur vedette du Brésil des années 1950-1960, attire au Maracanã des milliers de Brésiliens.
En 1989, les Brésiliens affrontent en finale de la Copa América les Uruguayens. Un but de Romário permet au Brésil de prendre une revanche symbolique, 39 ans après la Coupe du monde.
La capacité est réduite dans les années 1990 à moins de 80 000 places assises (environ 100 000 si l'on compte les places debout). En 2000, le Maracanã accueille la finale de la première édition de la Coupe du monde des clubs, qui oppose deux clubs brésiliens : Vasco da Gama et Corinthians, vainqueur aux tirs au but devant 73 000 spectateurs.
Après que le Brésil a obtenu l'organisation de la Coupe du monde 2014, et par conséquent celle de la Coupe des confédérations 2013, le Maracanã est de nouveau modernisé. Malgré des travaux en cours, il est rouvert officiellement le 2 juin 2013 lors d'un match entre le Brésil et l'Angleterre. La nette victoire des Brésiliens 3-0 en finale du tournoi de 2013, face à l'Espagne, championne du monde en titre, laisse espérer au pays une issue heureuse pour le Mondial de 2014. Un an plus tard il a été prévu, par superstition, que les Auriverdes ne puissent jouer que la finale au Maracanã. Défaits en demi-finale par l'Allemagne (1-7), ils voient leur vainqueur remporter la finale au Maracanã face à l'Argentine, rival historique (1-0 a. p.).
En septembre 2018, la Justice annule la concession auprès de la société IMX Holding, en raison d'irrégularités. En 2013, l'État avait accordé à cette société le droit d'exploiter le stade de Rio de Janeiro pour une période de 35 ans.
En mars 2021, le parlement de l'État de Rio vote pour que le stade Maracanã devienne officiellement le « stade Edson Arantes do Nascimento - Rei Pele » en l'honneur du footballeur brésilien Pelé. Le gouverneur de l'État doit approuver ce changement de nom pour qu'il devienne officiel.

## Urbanisme

### Architecture du stade
Le stade a une forme ovale, pour une superficie de presque 200 000 m2 et une capacité initiale de 220 000 spectateurs, ce qui en fait l'un des stades les plus grands au monde. Il est intégré dès sa construction dans un complexe sportif conçu par une équipe d'architectes brésiliens composée de Miguel Feldman, Waldir Ramos, Raphael Galvão, Oscar Valdetaro, Orlando Azevedo, Antônio Dias Carneiro et Pedro Paulo Bernardes Bastos. Le chantier s'est ouvert en 1948 sous la direction de l'ingénieur Paulo Pinheiro Guedes et le stade de football est inauguré seulement deux ans plus tard, juste à temps pour accueillir la Coupe du monde de 1950. La première phase de travaux ne s'achève cependant qu'en 1954.
En 1999, le stade fait l'objet d'une vague de travaux pour pouvoir accueillir la Coupe du monde des clubs de la FIFA. La capacité est alors réduite de 140 000 à 103 000 places. Le projet de la rénovation pour la Coupe du monde de 2014 et les Jeux olympiques de 2016 est plus lourd, afin de s'aligner sur les règles de la FIFA, mais il se veut respectueux de la structure originale du stade. La façade, classée par l'Institut national du patrimoine artistique et historique (IPHAN), est conservée. L'anneau inférieur du stade est par contre démoli et remplacé par un nouvel anneau, tandis qu'un nouveau toit est construit.
À l'issue des travaux de 2010-2013, qui a nécessité le concours de 21 000 ouvriers et dont le coût (plus de 300 millions d'euros pour un stade rénové cinq ans plus tôt) est sujet à polémique, la capacité officielle du stade est réduite à 78 838 places, toutes assises,,. Le Maracanã reste cependant le plus grand stade du Brésil et l'un des plus grands d'Amérique du Sud. Pour les matchs de la Coupe du monde, la FIFA réduit la capacité du stade à 74 738 places.

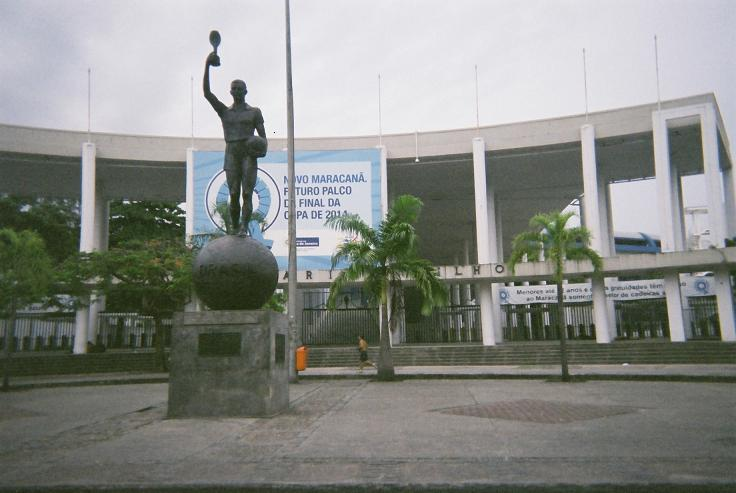
Façade du stade
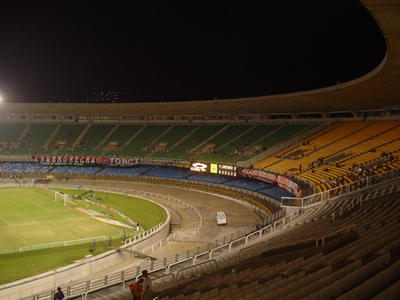
Vue des tribunes en 2006.
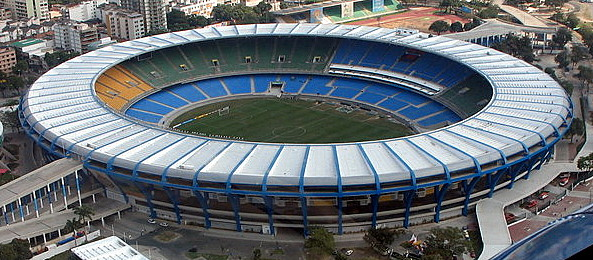
En 2007.
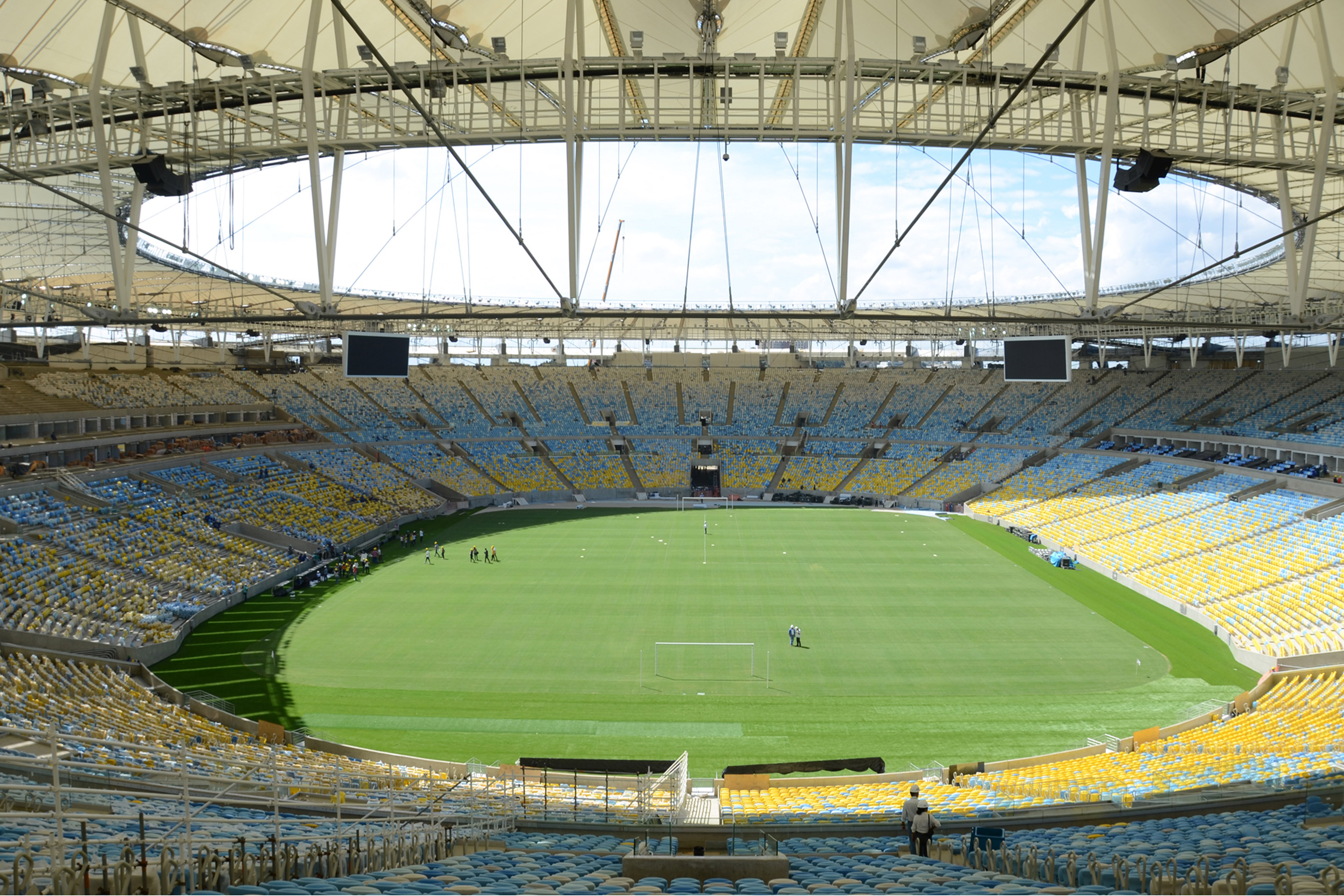
En 2013.

### Complexe sportif

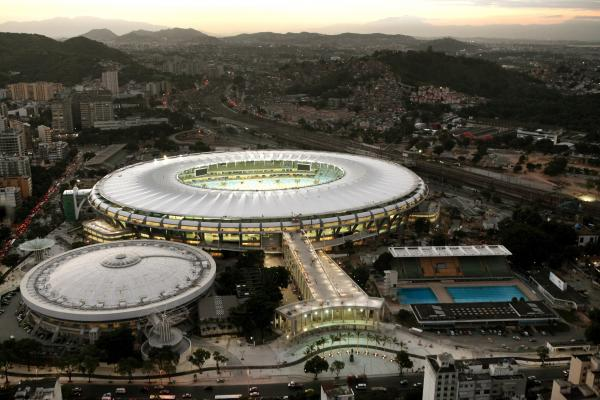
Vue aérienne du complexe sportif du Maracanã.

Outre le stade, le complexe sportif inclut d'autres équipements : un gymnase principalement dévolu au basket-ball, un stade couvert de 11 800 places, un stade nautique dont la version actuelle fait suite à la démolition du futuriste « El ventilador » en 1972, une piste d'entrainement pour l'athlétisme, ainsi qu'un musée du football.
Le stade couvert, situé côté sud, est connu comme le Ginásio do Maracanãzinho en français : « Petit Maracanã ». Il doit accueillir les compétitions de volley-ball lors des Jeux olympiques de 2016.

### Environnement
Le complexe est desservi par la ligne 2 du métro de Rio de Janeiro, à la station Maracanã située à proximité.
La réception des deux Coupes du monde, en 1950 et 2014, a été l'occasion d'opération de « ré-urbanisation » des favelas (les bidonvilles brésiliens) entourant le stade. Entre 2011 et 2014, des centaines de familles du quartier Vila metro-mangueira sont déplacés, et pendant le tournoi la vente ambulante est interdite aux abords du stade.
Depuis 2013, le Maracanã et ses alentours sont gérés par un consortium privé choisi par l'État de Rio, composé autour du géant brésilien du BTP Organização Odebrecht. Cette décision, qui suscite la polémique, est annulée en mai 2013 par la juge Gisele Guida de Faria, une action « invalidée » peu après par la présidente du tribunal de l’État de Rio.

## Évènements accueillis

### Clubs résidents

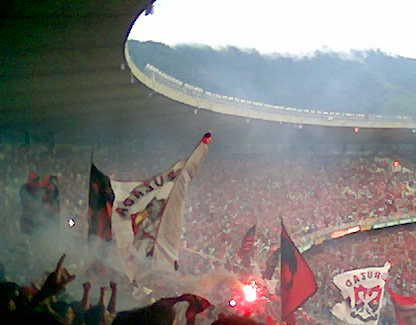
Supporteurs de Flamengo au Maracanã

Le Maracanã ne dispose d'aucun club résident. Toutefois les grands clubs de Rio de Janeiro y évoluent régulièrement, lors du championnat brésilien ou en Copa Libertadores, notamment lors des derbys de l'État de Rio. Le plus célèbre d'entre eux, connu comme le Fla-Flu, oppose le CR Flamengo et le Fluminense FC.
Le 22 janvier 2006, après six mois de fermeture pour travaux, le Stade Maracaña rouvre ses portes à l'occasion d'une victoire de Botafogo sur Vasco de Gama (5-3).

### Compétitions internationales

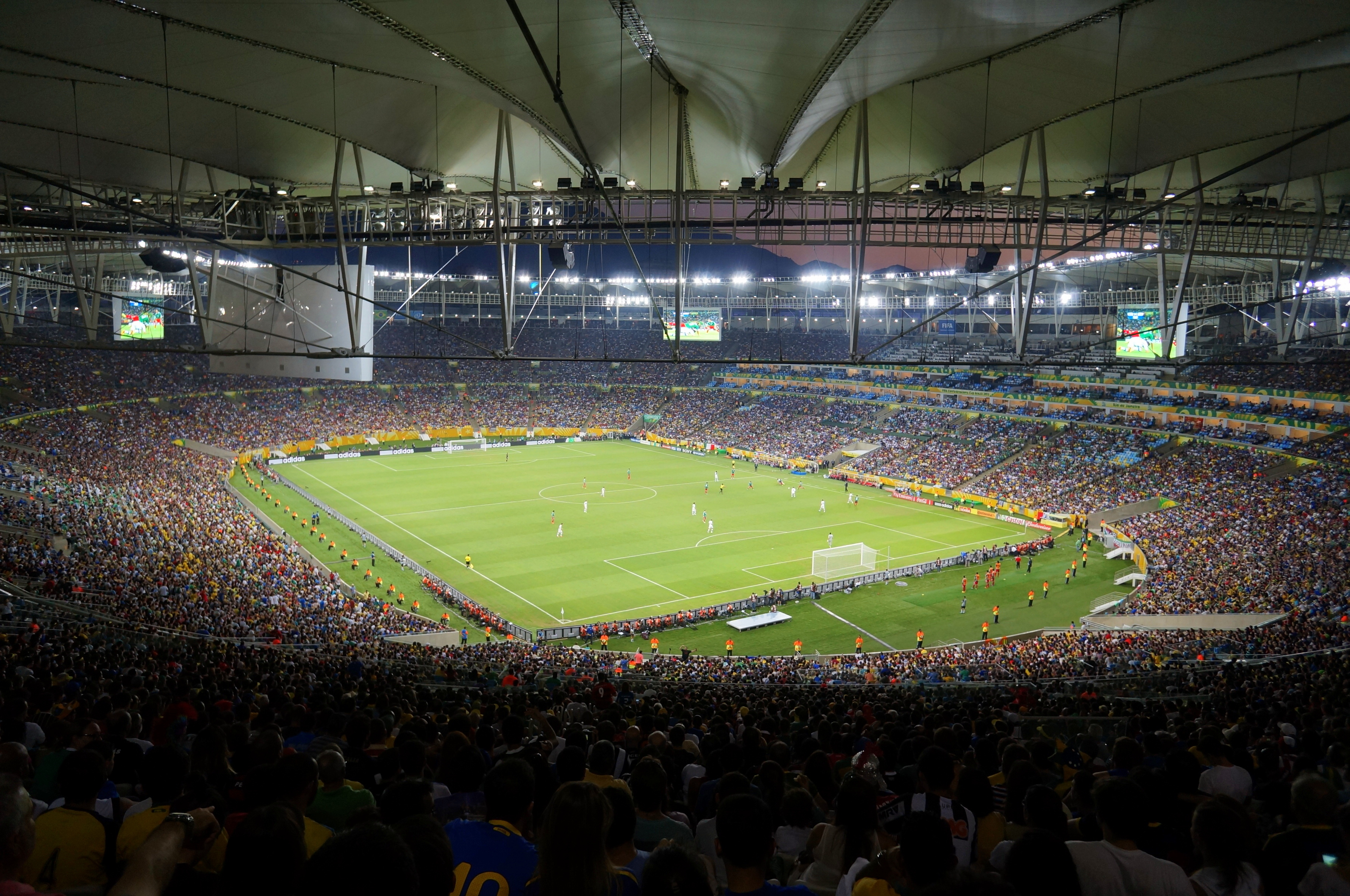
Scène de la Coupe des confédérations 2013.

En 1950 et 2014, le stade Maracanã a accueilli quinze matchs de phase finale de Coupe du monde de football. Il est également choisi pour accueillir huit rencontres en 2027 de la Coupe du monde féminine de football.
Par ailleurs, le stade reçoit les événements suivants :
- Tour final de la Copa América 1989
- Championnat du monde des clubs de la FIFA 2000
- Jeux panaméricains de 2007
- Coupe des confédérations 2013
- Jeux olympiques d'été de 2016
- Jeux paralympiques d'été de 2016
- Copa América 2019
- Copa América 2021

| Date             | Heure (UTC-3) | Équipe 1   | Équipe 2           | Résultat | Buteurs                                                                         | Tour                | Affluence |
| ---------------- | ------------- | ---------- | ------------------ | -------- | ------------------------------------------------------------------------------- | ------------------- | --------- |
| 24 juin 1950     | 15:00         | Brésil     | Mexique            | 4 - 0    | Ademir 31e et 79e, Jair 65e, Baltazar 71e                                       | 1er tour            | 81 000    |
| 25 juin 1950     | 15:00         | Angleterre | Chili              | 2 - 0    | Mortensen 27e, Mannion 51e                                                      | 1er tour            | 30 000    |
| 29 juin 1950     | 15:00         | Espagne    | Chili              | 2 - 0    | Basora 17e, Zarra 30e                                                           | 1er tour            | 20 000    |
| 1er juillet 1950 | 15:00         | Brésil     | Yougoslavie        | 2 - 0    | Ademir 4e, Zizinho 89e                                                          | 1er tour            | 142 000   |
| 2 juillet 1950   | 15:00         | Espagne    | Angleterre         | 1 - 0    | Zarra 49e                                                                       | 1er tour            | 74 000    |
| 3 juillet 1950   | 15:00         | Brésil     | Suède              | 7 - 1    | Ademir 17e, 37e, 51e et 59e, Chico 39e et 87e, Maneca 65e ; Andersson 57e (pen) | Tour final          | 138 000   |
| 13 juillet 1950  | 15:00         | Brésil     | Espagne            | 6 - 1    | Ademir 15e et 57e, Jair 21e, Chico 29e et 55e, Zizinho 61e ; Igoa 70e           | Tour final          | 152 000   |
| 16 juillet 1950  | 15:00         | Uruguay    | Brésil             | 2 - 1    | Schiaffino 66e, Ghiggia 79e ; Friaça 47e                                        | Tour final          | 199 854   |
| 16 juin 2014     | 19:00         | Argentine  | Bosnie-Herzégovine | 2 - 1    | Kolašinac CSC 3e, Messi 65e ; Ibišević 84e                                      | 1er tour, groupe F  | 74 738    |
| 19 juin 2014     | 16:00         | Espagne    | Chili              | 0 - 2    | Vargas 20e, Charles Aranguiz 43e                                                | 1er tour, groupe B  | 74 101    |
| 22 juin 2014     | 13:00         | Belgique   | Russie             | 1 - 0    | Origi 88e                                                                       | 1er tour, groupe H  | 73 819    |
| 25 juin 2014     | 17:00         | Équateur   | France             | 0 - 0    |                                                                                 | 1er tour, groupe E  | 73 749    |
| 28 juin 2014     | 17:00         | Colombie   | Uruguay            | 2 - 0    | J. Rodríguez 28e et 50e                                                         | Huitièmes de finale | 73 804    |
| 4 juillet 2014   | 13:00         | France     | Allemagne          | 0 - 1    | Hummels 13e                                                                     | Quarts de finale    | 74 240    |
| 13 juillet 2014  | 16:00         | Allemagne  | Argentine          | 1 - 0    | Götze 113e                                                                      | Finale              | 74 738    |

### Concerts et événements non-sportifs
Des concerts géants ont aussi lieu avec des artistes tels que Paul McCartney, The Police, Rush, The Black Eyed Peas, Run–D.M.C., Information Society, Joe Cocker, Jimmy Cliff, Colin Hay, Deee-Lite, Bon Jovi, New Kids on the Block, Santana, Queensrÿche, George Michael, Lisa Stansfield, A-ha, Madonna (en 1993 lors du Girlie Show, et en 2008 lors du Sticky and Sweet Tour), Sting, Sepultura, Happy Mondays, Faith No More, Judas Priest, Prince, The Rolling Stones, INXS, Megadeth, Billy Idol, Tina Turner, Guns N' Roses, Kiss, Frank Sinatra.
Le 14 juin 1993, A-ha entre au Livre Guinness des records en tant que groupe ayant réuni le plus de spectateurs à un concert payant en se produisant devant plus de 199 000 personnes au Maracanã.
Le pape Jean-Paul II y a également célébré deux messes.

## Dans la culture populaire
- Le stade peut être construit comme merveille mondiale dans le jeu vidéo Civilization VI (2016).

## Galerie

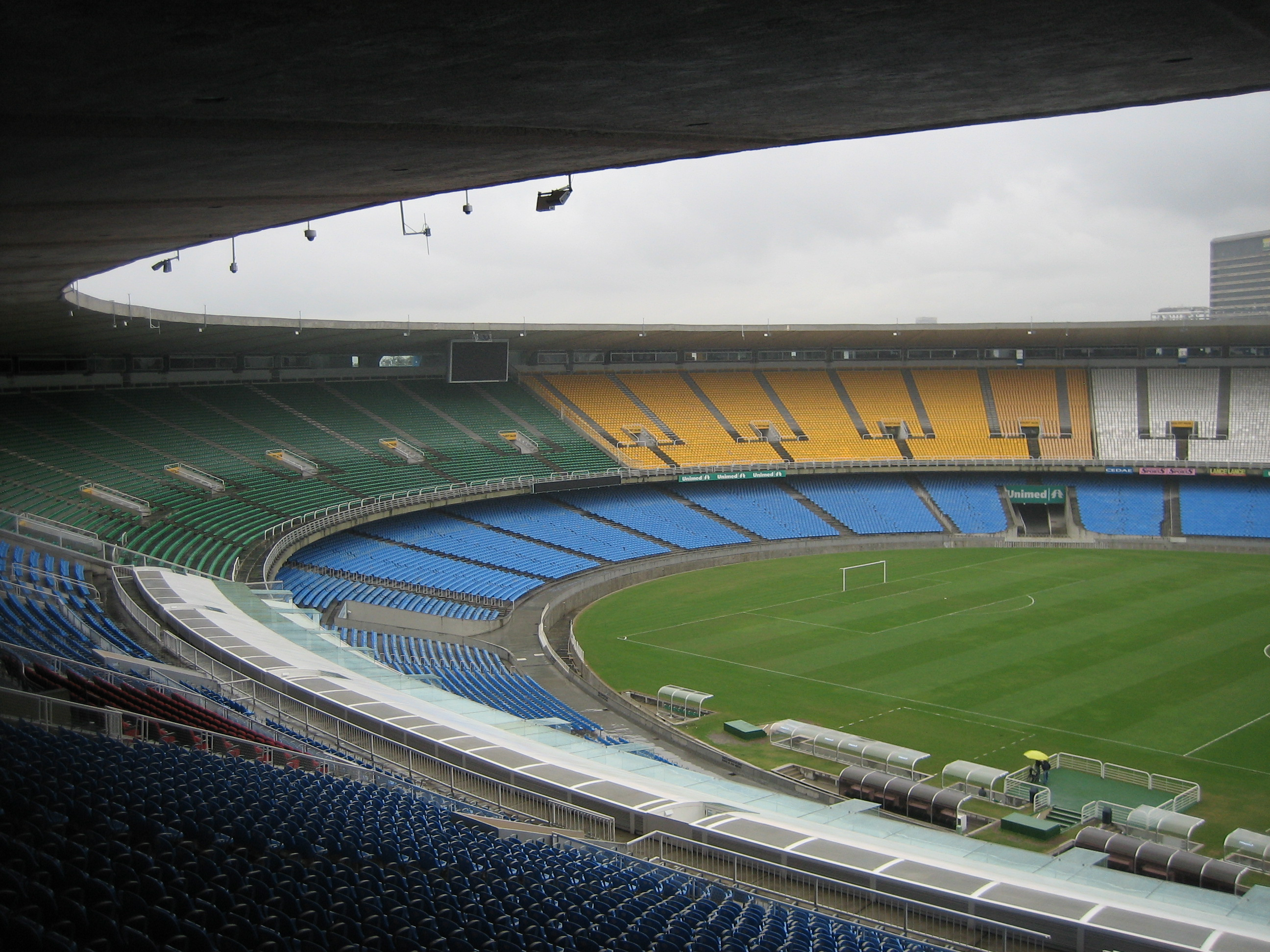
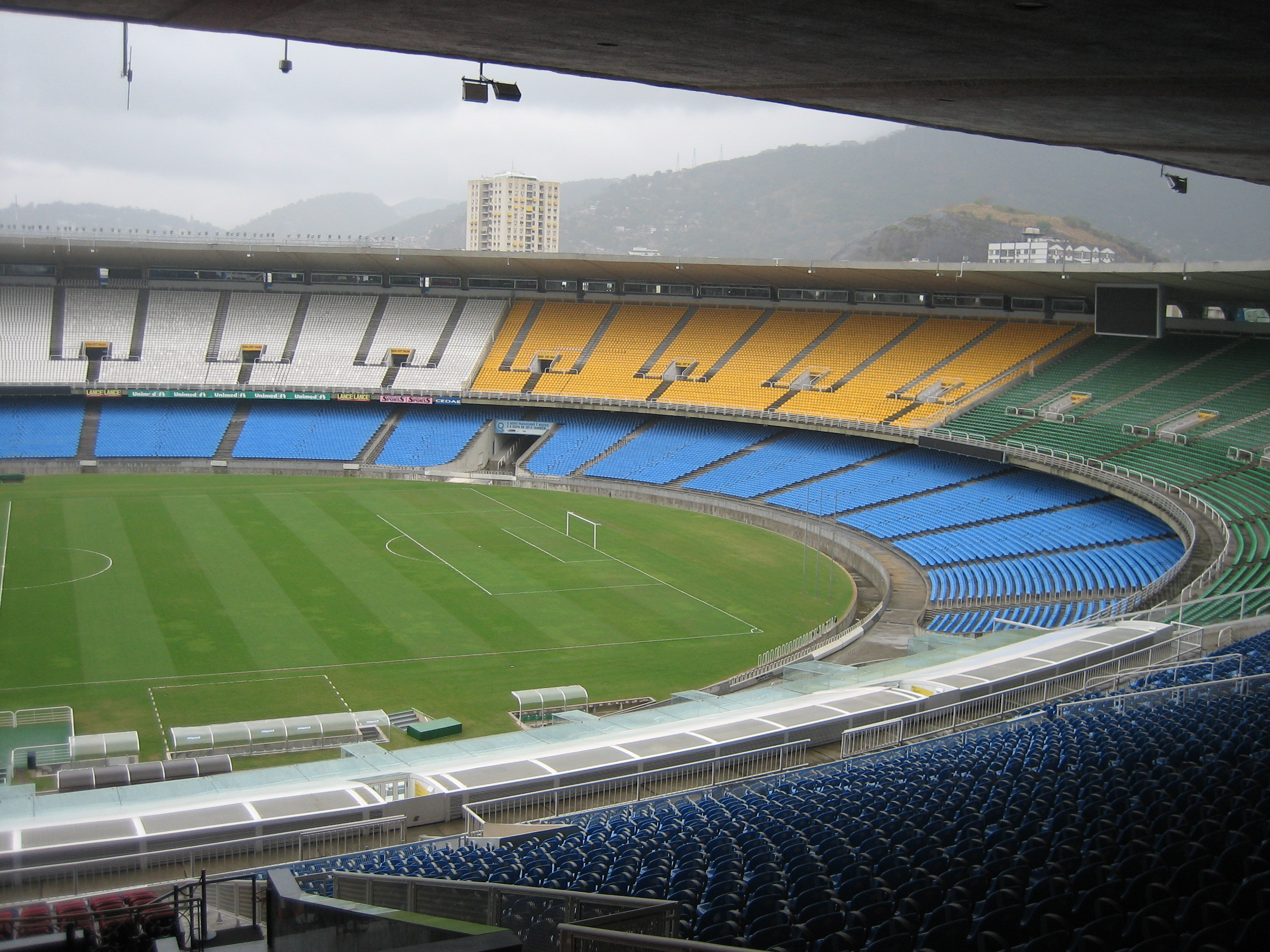
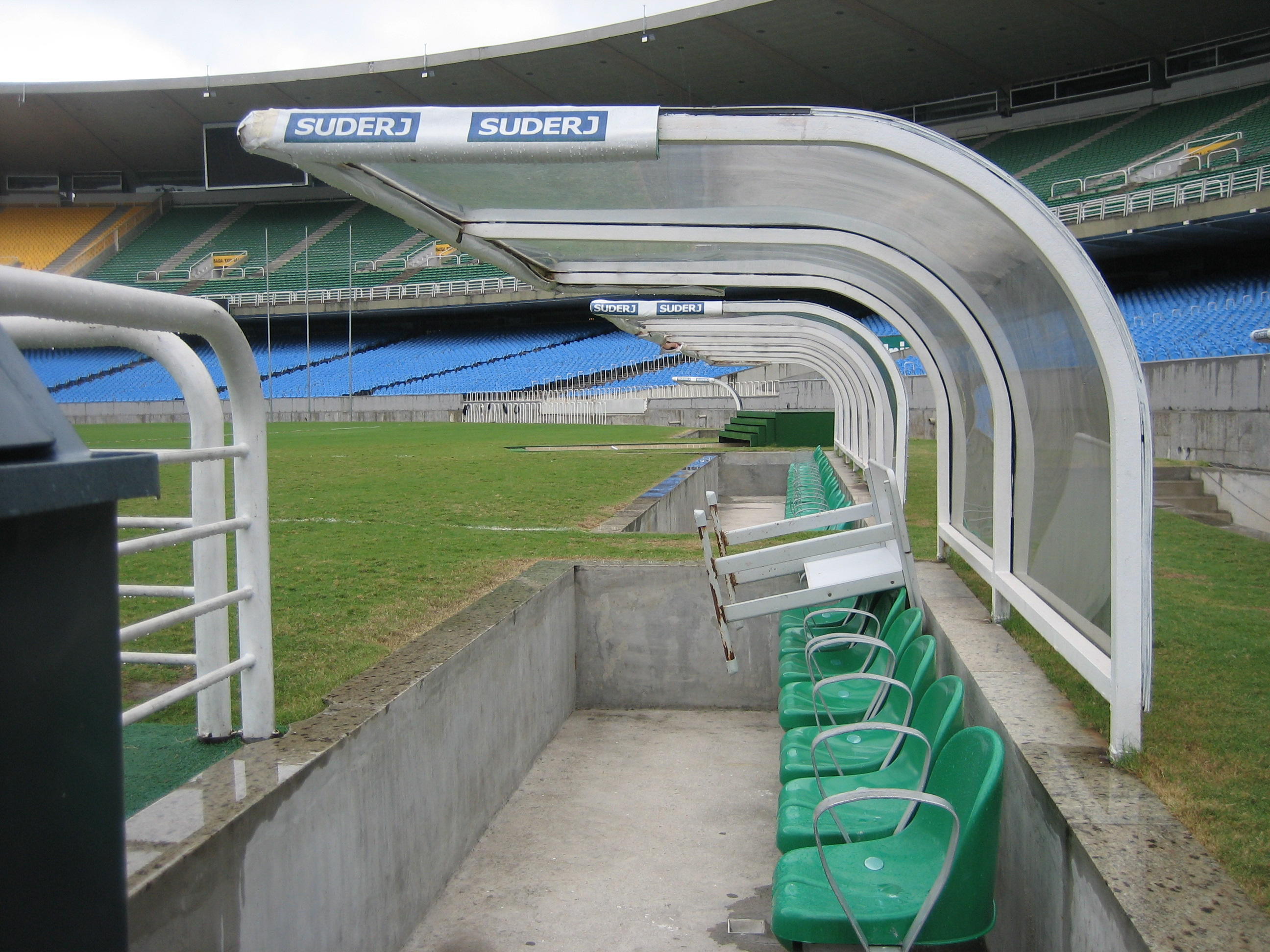